# Departamento Antofagasta de la Sierra
Das Departamento Antofagasta de la Sierra liegt im Nordwesten der Provinz Catamarca im Nordwesten Argentiniens und ist eine der 16 Verwaltungseinheiten der Provinz.
Es grenzt im Norden und Nordosten an die Provinz Salta, im Osten an das Departamento Belén, im Süden an das Departamento Tinogasta und im Westen an Chile.
Die Hauptstadt des Departamento ist das gleichnamige Antofagasta de la Sierra.

## Geographie
Innerhalb des Departamento gibt es über 200 Vulkane. Die größten unter ihnen sind der Antofalla, der Carachi Pampa, der Antofagasta, La Alumbrera und der Galán, der über den größten Kraterkessel der Welt verfügt. Ein Ausweis für die beträchtliche vulkanische Aktivität in der Vergangenheit sind die Bimssteinfelder.
Ein weiteres Charakteristikum des Departamentos sind die Salzseen wie der Salar del Hombre Muerto und der Salar de Antofalla, der von den Sierras de Antofalla und den Sierras de Calalaste eingeschlossen liegt. Letzter gilt mit 163 Kilometer Länge und einer maximalen Breite von 12 Kilometer als längster Salzsee der Welt.
Die Zone ist reich an Mineralien. Im Salar del Hombre Muerto im Norden des Departamento wird Lithium gewonnen. In der Mine Incahuasi wurde früher Gold abgebaut.
Trotz des extrem trockenen Klimas findet man auch von kleinen Flüssen, wie dem Río de los Patos und dem Río Punilla, bewässerte Weideflächen. Auch Lagunen haben sich gebildet, wie die Laguna de Antofagasta, die Laguna La Alumbera (in der Nähe des Ortes Antofagasta de la Sierra am Fuße des gleichnamigen Vulkans), die Laguna Blanca, Laguna Grande und Laguna Diamante.

## Naturschutzgebiete
Im Departamento liegt auch das annähernd 1 Million Hektar große Naturschutzgebiet Reserva de Bíosfera Laguna Blanca, in dem sich rosa Flamingos, Füchse, Suris, Vikunjas und andere Kameliden aufhalten.

## Klima
Das Klima im Departamento ist wegen seiner südlichen Randlage an der Puna de Atacama rau, kalt und sehr trocken. Die täglichen Temperaturschwankungen übersteigen 30 Grad Celsius mit Tiefsttemperaturen unter 0 Grad Celsius. Die jährlichen Niederschläge liegen unter 200 Millimeter.

## Bevölkerung
Mehr als 70 Prozent der Bevölkerung des äußerst dünn besiedelten Departamento leben in der Departamentshauptstadt Antofagasta de la Sierra. Die nächstgrößere Ansiedlung ist das 65 Kilometer südlich gelegene El Peñón. Weitere erwähnenswerte Siedlungen von geringer Einwohnerzahl sind Paycuqui (17 Kilometer nördlich von Antofagasta de la Sierra), Antofalla, das am Fuße des gleichnamigen Vulkans liegt, und etwas mehr als 40 Einwohner hat und der kleine Weiler Incahuasi.

## Städte und Gemeinden
Das Departamento Antofagasta de la Sierra ist in folgende Orte (Localidades) aufgeteilt:
- Antofagasta de la Sierra
- El Peñón
- Los Nacimientos
- Antofalla

Außerdem gibt es folgende Kleinstsiedlungen (Parajes):
| - Agua Caliente - Aguas Blancas - Barrialto - Calaste - Corral Grande | - El Jote - Incahuasi - La Cortaderita - Laguna Grande - Los Colorados | - Mariguaca - Paycuqui - Vega de la Laguna |

## Geschichte
Das Departamento Antofagasta de la Sierra war bis 1943 das südlichste Departamento der Gobernación de los Andes und wurde nach dessen Auflösung der Provinz Catamarca zugeschlagen.